# تيار كناري

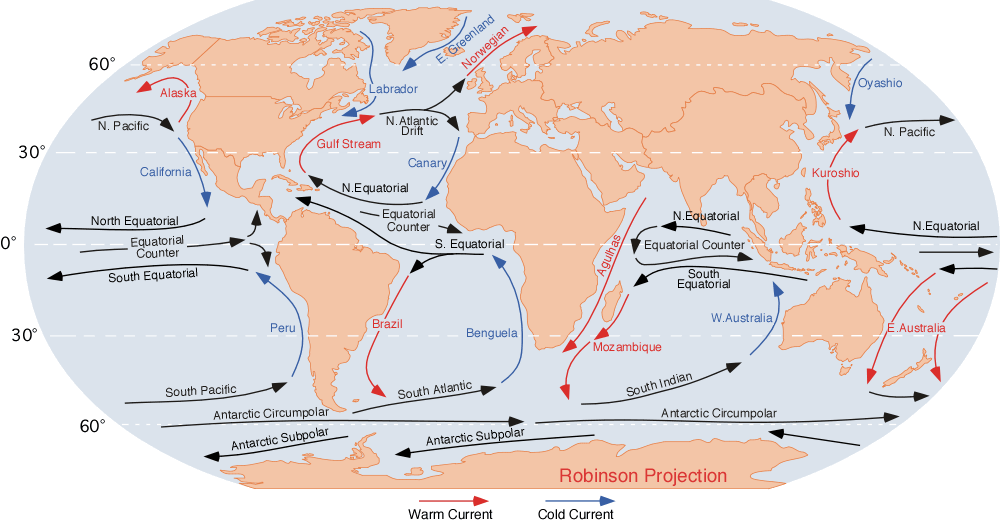

تيار الكناري (Canary current) هو تيار مائي محيطي شمالي بارد، يسير بمحاذاة الساحل الغربي لشبه جزيرة إيبيريا، وساحل شمال غرب أفريقيا، وهو الفرع الجنوبي لتيار الأطلسي الشمالي.
يعتبر من أهم مصادر الثروة السمكية لغناه بالهوائم البحرية، لكن له تأثير مناخي هام، فهو يمنع تشكل الأمطار مما يسبب تصحر السواحل الأطلسية ويخفض درجة حرارة السواحل.
يُعتقد أن هذا التيار الواسع والبطيء الحركة قد استُغل في الملاحة والاستيطان الفينيقي المبكر على طول ساحل غرب المغرب والصحراء الإسبانية القديمة. لم يستغل الفينيقيون القدماء العديد من مصائد الأسماك ضمن منطقة التيار هذه فحسب، بل أنشأوا أيضًا مصنعًا في جزر الصويرة قبالة مدينة الصويرة الحالية لاستخراج صبغة أرجوان صور من نوع من بطنيات الأقدام البحرية (المريق).